# Die Rheinlande
Die Rheinlande, Nebentitel Monatsschrift für deutsche Kunst, später Monatsschrift für deutsche Art und Kunst oder Monatsschrift für deutsche Kunst und Dichtung, war eine Kulturzeitschrift, die seit Oktober 1900 im Auftrag der G.m.b.H. „Rheinische Kunstzeitschrift“ vom Schriftsteller Wilhelm Schäfer beim Verlag August Bagel in Düsseldorf herausgegeben wurde und bis 1922 monatlich erschien.

## Geschichte
Eine Kunstkommission, die sich vor allem aus Mitgliedern des Düsseldorfer Künstlervereins Malkasten zusammensetzte, entwickelte die Idee zu der Zeitschrift. Ein Hauptinitiator war Fritz Koegel, damals Direktor der Firma Ernst Sieglin – Fabrik von Dr. Thompson’s Seifenpulver und Vorsitzender der 1899 gegründeten Freien Literarischen Vereinigung in Düsseldorf. Die Zeitschrift verstand sich, wie der Nebentitel es ausdrückt, als Kunst- und Kulturzeitschrift über „deutsche Kunst“. Dabei lag der inhaltliche Schwerpunkt der Berichte auf dem kulturellen und künstlerischen Geschehen in den „Rheinlanden“, die seinerzeit nicht nur die preußische Rheinprovinz umfassten, sondern als „die Länder am Rhein“ im Sinne eines nicht scharf abzugrenzenden Kulturraums längs des Rheins – vom deutschsprachigen Teil der Schweiz über den Oberrhein und das Elsass bis zum Niederrhein – verstanden wurden. Nach dem Verständnis ihrer Schöpfer galt es, die Rheinlande als Kulturlandschaft bzw. Kulturraum „wieder zu entdecken“. Zu der Zeitschrift trugen prominente Kulturschaffende bei, etwa Hermann Hesse, Alfons Paquet, Wilhelm Schmidtbonn, Robert Walser und Peter Behrens. Drei Jahre nach Erscheinen der Zeitschrift begann der Herausgeber Wilhelm Schäfer, den Verband der Kunstfreunde in den Ländern am Rhein zu initiieren. 1904 fand dessen Gründungsversammlung statt. Der Verband, der seit 1905 als Herausgeber der Zeitschrift Die Rheinlande fungierte und unter der Schirmherrschaft des Großherzogs Ernst Ludwig von Hessen-Darmstadt stand, begeisterte Vertreter aus Kunst, Politik und Wirtschaft westdeutscher Städte für die Idee einer Künstlergemeinschaft der rheinländischen Szene.